# Prijedlozi
Prijedlozi su nepromjenjiva vrsta riječi, izražavaju odnos između bića, stvari i pojava te utječu na padež riječi uz koju stoje. Najčešće se odnose na imenice i imeničke zamjenice, ali se mogu odnositi i na pridjeve i brojeve.
Jedino su nominativ i vokativ samostalni padeži bez prijedloga, a svi se ostali padeži nazivaju nesamostalnim ili kosim padežima te uz njih dolaze prijedlozi.
I neki prijedlozi mogu dobiti navezak (s - sa, k - ka, pred - preda itd.).
Od devedesetih godina češće se rabi jednočlani prijedlog glede (s genitivom) umjesto fraze s obzirom na to da.

## Prijedlozi uz padeže
- Genitiv:

od, do, iz, s(a), ispred, iza, izvan, van, unutar, iznad, ispod, više, poviše, niže, prije, uoči, poslije, nakon, za, tijekom, tokom, dno (podno, nadno, odno), vrh (povrh, navrh, uvrh, zavrh), čelo, nakraj, onkraj, krajem, potkraj, sred (nasred, posred, usred), oko, okolo, blizu, kod, kraj, pokraj, pored, nadomak, nadohvat, i, u, mimo, duž, uzduž, širom, diljem, preko, bez, osim, mjesto (umjesto, namjesto), uime, putem, (s) pomoću, posredstvom, između, (na)spram, put, protiv, nasuprot, usuprot, usprkos, unatoč, zbog, zbog, radi (zaradi, poradi), glede, prigodom, prilikom, povodom
- Dativ:

k(a), prema, naprama, nadomak, nadohvat, nasuprot, usuprot, usprkos, unatoč, protiv
- Akuzativ:

kroz, niz, uz, na, o, po, u, mimo, među, nad, pod, pred, za
- Lokativ:

na, o, po, prema, pri, u
- Instrumental:

s(a), pred, za, nad(a), pod(a), među

Dativ teži osamostaljenju od prijedloga. Neki prijedlozi koji mogu doći i s genitivom, prvenstveno se koriste s dativom (nasuprot, unatoč, usprkos...).

## Prilozi i prijedlozi
Neki se prilozi i prijedlozi razlikuju samo po kontekstu i po tome stoje li uz glagol ili imensku riječ:
- Objasnit ću ti poslije. (prilog)
- Poslije mene ide ona. (prijedlog)

- Prije su bili sretniji. (prilog)
- Došao je prije ponoći. (prijedlog)

- Prišao je sasvim blizu. (prilog)
- Stanujem blizu škole. (prijedlog)

## Vanjske poveznice
- Prijedlozi u engleskome jeziku